# Kładki nad ulicą Zygmunta Wróblewskiego
Kładki nad ulicą Zygmunta Wróblewskiego (niem. Brücke über den Grüneicher Weg) – dwie kładki dla pieszych (Kładka I nad ul. Wróblewskiego – bliżej Biskupina, Kładka II nad ul. Wróblewskiego – bliżej Mostu Zwierzynieckiego). Kładki położone są we Wrocławiu, na osiedlu Dąbie. Stanowią nadziemne przejścia dla pieszych nad ulicą Zygmunta Wróblewskiego (kładki dają możliwość przejścia nad: chodnikiem, jezdnią, linią tramwajową biegnącą w kierunku Biskupina i kolejnym chodnikiem). Południowo-zachodnie wejścia na kładki znajdują się obecnie przy terenie ogrodu zoologicznego, natomiast północno-wschodnie przy Hali Stulecia. Kładki położone są symetrycznie zarówno względem głównego (współcześnie) wejścia do ogrodu zoologicznego, jak i budynku Hali Stulecia, tj. przy jego odpowiednio północno-zachodniej i południowo-wschodniej stronie. Kładki zostały wybudowane w 1926 roku z inicjatywy Niemieckiego Towarzystwa Gospodarki Rolnej (Die Deutsche Landwirtschaftsgesellschaft). Ich projektantem był Richard Konwiarz.
Obie kładki jak wyżej zaznaczono zostały wybudowane w 1926 roku, jako praktycznie identyczne budowle, tak pod względem architektonicznym, jak i konstrukcyjnym. Każda z nich to konstrukcja, której ustrój nośny stanowią dwa dźwigary w postaci belek podłużnych. Każda z belek ma cztery przęsła. Długość każdej z kładek wynosi 69,2 m, a szerokość 6 m. Nawierzchnię kładki wykonano jako bitumiczną. Kładki były remontowane w latach osiemdziesiątych XX wieku.